# Верховный Совет АССР Немцев Поволжья
Верховный Совет АССР Немцев Поволжья — высший законодательный орган АССР Немцев Поволжья в 1938—1941 годах. Председатель Верховного Совета АССР Немцев Поволжья — Г. Г. Корбмахер.
Первые выборы в Верховный Совет АССР Немцев Поволжья проходили 26 июня 1938 года, одновременно выбирались депутаты от автономии в Верховный Совет РСФСР 1-го созыва.
Всего по АССР Немцев Поволжья было образовано 147 избирательных округов. В выборах участвовали 290 290 граждан, что составило 99,8 % от общей численности избирателей (290 868 граждан, имеющих право голосовать). Во всех избирательных округах по выборам в Верховный Совет АССР Немцев Поволжья проголосовало за кандидатов блока коммунистов и беспартийных 288 846 человек (99,5 % всех граждан, участвовавших в голосовании). По данным окружных избирательных комиссий зарегистрировано избрание всех 147 депутатов. Депутатами были избраны 100 коммунистов и 47 беспартийных. В Верховный Совет были избраны 33 женщины.
Сессии
Всего состоялось четыре сессии Верховного Совета АССР Немцев Поволжья (все в г. Энгельсе):
1-я сессия — 25—27 июля 1938 года.
6 ноября 1938 года прошла Юбилейная сессия Верховного Совета АССР Немцев Поволжья, посвящённая 20-летию автономии немцев Поволжья и 21-й годовщине Октябрьской социалистической революции,
2-я сессия — 10—12 августа 1939 года,
3-я сессия — 29—30 июня 1940 года,
4-я сессия — 20—21 мая 1941 года.
На 1-й сессии решались организационные и кадровые вопросы, внесены ряд редакционных поправок в Конституцию АССР Немцев Поволжья, избран Президиум Верховного Совета АССР Немцев Поволжья (орган Верховного Совета, постоянно работающий между его сессиями). Сессия утвердила правительство АССР Немцев Поволжья — Совет Народных Комиссаров в составе: председателя (А. И. Гекман), двух заместителей председателя (Г. Брант и Я. И. Вейлерт), 15 членов правительства (наркомов, председателя государственной плановой комиссии, начальников управлений).
На последующих сессиях Верховного Совета АССР Немцев Поволжья решались вопросы: принимался бюджет республики на очередной год, утверждались указы Президиума Верховного Совета АССР НП, принятые в периоды между сессиями, вносились небольшие изменения в отдельные статьи Конституции, утверждались кадровые назначения в высшие государственные органы АССР НП.
2-я сессия Верховного Совета АССР Немцев Поволжья рассмотрела и утвердила «Положение о выборах в кантонные, городские, сельские и поселковые советы депутатов трудящихся», разработанное Немобкомом ВКП(б).
Состав Президиума Верховного Совета АССР Немцев Поволжья (1938—1941)
Председатель Президиума Верховного Совета АССР Немцев Поволжья — К. Г. Гофман.
Заместители председателя Президиума Верховного Совета АССР Немцев Поволжья — И. А. Любимцев, И. А. Рейфегерст.
Секретарь Президиума Верховного Совета АССР Немцев Поволжья — А. З. Бегиян.
Члены Президиума Верховного Совета АССР Немцев Поволжья
Ю. А. Альбах, И. С. Аношин (до ноября 1939), А. Н. Байракова, А. И. Графов, Г. К. Эйрих, Ф. К. Экгардт, И. И. Эллер, С. А. Юрганов.
Правительство АССР Немцев Поволжья — Совет Народных Комиссаров. Сформировано на 1-й сессии Верховного Совета АССР НП
Председатель Совета Народных Комиссаров АССР Немцев Поволжья — А. И. Гекман.
Заместители Председателя Совета Народных Комиссаров АССР Немцев Поволжья — Г. Р. Брант, Я. И. Вейлерт.
Председатель Государственной Плановой Комиссии — И. С. Ишин.
Народный Комиссар Торговли — А. Е. Лобачев.
Народный Комиссар Пищевой Промышленности — Н. Г. Пшеничников.
Народный Комиссар Коммунального хозяйства — А. И. Рябухин.
Народный Комиссар Легкой Промышленности — А. М. Папст.
Народный Комиссар Местной Промышленности — В. Я. Герасимов.
Народный Комиссар Просвещения — Е. А. Функ.
Народный Комиссар Здравоохранения — В. Н. Холопов.
Народный Комиссар Земледелия — Ф. Ф. Фрицлер.
Народный Комиссар Юстиции — А. К. Кремер.
Народный Комиссар Финансов — И. И. Мейер.
Народный Комиссар Социального Обеспечения — М. А. Николко.
Уполномоченный Народного Комиссариата Заготовок — Е. Ф. Снопов.
Начальник Управления по делам искусств — А. М. Докунин.
Начальник Дорожного Управления — Г. Г. Миллер.

## Депутаты
Среди избранных: 
- Сталин Иосиф Виссарионович — Железнодорожный избирательный округ города Энгельса;
- Молотов Вячеслав Михайлович — Кировский избирательный округ города Бальцер;
- Ворошилов Климент Ефремович — избирательный округ Сельскохозяйственного института города Энгельса;
- Калинин Михаил Иванович — избирательный округ, Фёдоровский кантон;
- Каганович Лазарь Моисеевич — Железнодорожный избирательный округ, Краснокутский кантон;
- Микоян Анастас Иванович — Энгельсский избирательный округ города Марксштадта;
- Ежов Николай Иванович — Красноярский избирательный округ, Красноярский кантон.